# Под орловото гнездо
„Под орловото гнездо“ е български игрален филм от 1930 година, по сценарий и режисура на Петко Чирпанлиев. Оператори са Минко Балкански и Симеон Симеонов.

## Актьорски състав
Роли във филма изпълняват актьорите:
- Петко Чирпанлиев – Ангел
- Жени Прокопиева – Рада
- Иван Касабов – Ганчо
- Георги Иванов – Първан
- Константин Кюркчиев – Чорбаджи Дончо
- Васил Танчев – Бащата на Рада
- Спас Тотев – Просякът
- Наско Чирпанлиев – Братчето на Ангел
- Варвара Воронтинска
- Иван Попов